# Ribeireta
Ribeireta es una localidad caboverdiana del municipio de São Miguel.

## Geografía
La localidad está situada en la isla Santiago.

## Organización territorial
La localidad abarca los lugares y barrios de:
- Chã de Bobra
- Chã de Gambia
- Coqueiro
- Cruz Poilom
- Cutelinho
- Cutelo Covoada
- Cutelo Mendes
- Djar Fogo
- Fazendinho
- Jambam
- João Garrido
- Lém de Almeida
- Lém Gomes
- Lém Vaz
- Ponta Ribeira
- Travessa